# 小野大樹
小野 大樹（おの の おおき、生没年不詳）は、古墳時代の豪族。姓は臣。大樹臣とも表記され、春日小野大樹の複姓も見られる。雄略天皇の命で文石小麻呂の討伐に派遣され、小麻呂の家を焼き払った。